# Sơn La (stad)
Sơn La is een stad in het noordwesten van Vietnam en is de hoofdplaats van de provincie Sơn La. Sơn La telt naar schatting 21.000 inwoners.